# Туртик
Турти́к (рос. Туртык, башк. Туртыҡ) — село у складі Янаульського району Башкортостану, Росія. Входить до складу Воядинської сільської ради.
Населення — 84 особи (2010; 125 у 2002).
Національний склад:
- башкири — 94 %